# Cladopathes plumosa
Cladopathes plumosa är en korallart som beskrevs av Brook 1889. Cladopathes plumosa ingår i släktet Cladopathes och familjen Cladopathidae. Inga underarter finns listade i Catalogue of Life.